# La Baraque British Cemetery
La Baraque British Cemetery is een Britse militaire begraafplaats met gesneuvelden uit de Eerste Wereldoorlog, gelegen in het Franse dorp Bellenglise in het departement Aisne. De begraafplaats werd ontworpen door William Cowlishaw en ligt op een lichte helling, 700 m ten noordoosten van het dorpscentrum (Église Saint-Médard). Ze heeft een lange rechthoekige vorm met een oppervlakte van 342 m² en is omgeven door een natuurstenen muur. Het Cross of Sacrifice staat aan de straatkant. De begraafplaats wordt onderhouden door de Commonwealth War Graves Commission.
Er liggen 62 slachtoffers begraven waaronder 7 niet geïdentificeerde.

## Geschiedenis
Bellenglise lag bijna de hele oorlog in de Duitse bezettingszone. Tijdens het geallieerde eindoffensief werd het dorp eind september 1918 veroverd door de 46th (North Midland) Division. 
De 62 Britten die hier begraven zijn kwamen om tussen 20 september en 8 oktober 1918. Onder hen zijn er 7 niet geïdentificeerde. Voor 1 Brit werd een Special Memorial opgericht omdat zijn graf niet meer gelokaliseerd kon worden en men aanneemt dat hij zich onder een naamloos graf bevindt. Een andere Brit wordt eveneens met een Special Memorial herdacht omdat hij oorspronkelijk in het kerkhof van Bellenglise begraven was maar zijn graf werd daar niet meer teruggevonden. Drie slachtoffers werden in 1925 vanuit het kerkhof van Pontru naar hier overgebracht.

### Onderscheiden militairen
- Stanley Eward Cairns, luitenant  bij de Sherwood Foresters (Notts and Derby Regiment) werd onderscheiden met het Military Cross (MC).
- korporaal William P. Burchill, kanonnier H. Vidler en soldaat J. H. Clayton ontvingen de Military Medal (MM).